# 芒特弗农 (俄亥俄州)
芒特弗农是美国俄亥俄州诺克斯县一个城市，是诺克斯县的县城。2010年人口普查的人口为16990人。

## 历史
该社区于1805年建成，并以乔治·华盛顿所有的种植园維農山莊（Mount Vernon）命名。
1959年1月，一场严重的洪灾导致500户被疏散，造成500万美元的损失。2006年8月，F0级龙卷风袭击城镇西侧，摧毁了84 Lumber公司在当地的一个谷仓，造成的碎片穿过道路撞向了DeCosky通用汽车经销商，造成至少15万美元的损失。